# Рохкинд, Шимон
Шимон Рохкинд — израильский медик и нейрохирург. Его профессиональные интересы включают хирургию периферических нервов, позвоночника, плечевого нервного сплетения и конского хвоста с использованием инновационных методов микрохирургии.
Он впервые применил лазерную терапию для лечения повреждений периферической нервной системы. В настоящее время он уделяет много внимания научной работе: разработке матрицы для реконструкции периферического нерва и спинного мозга.
Шимон Рохкинд является автором более 80 научных публикаций, 29 разделов книг и 11 международных патентов.

## Образование и клиническая работа

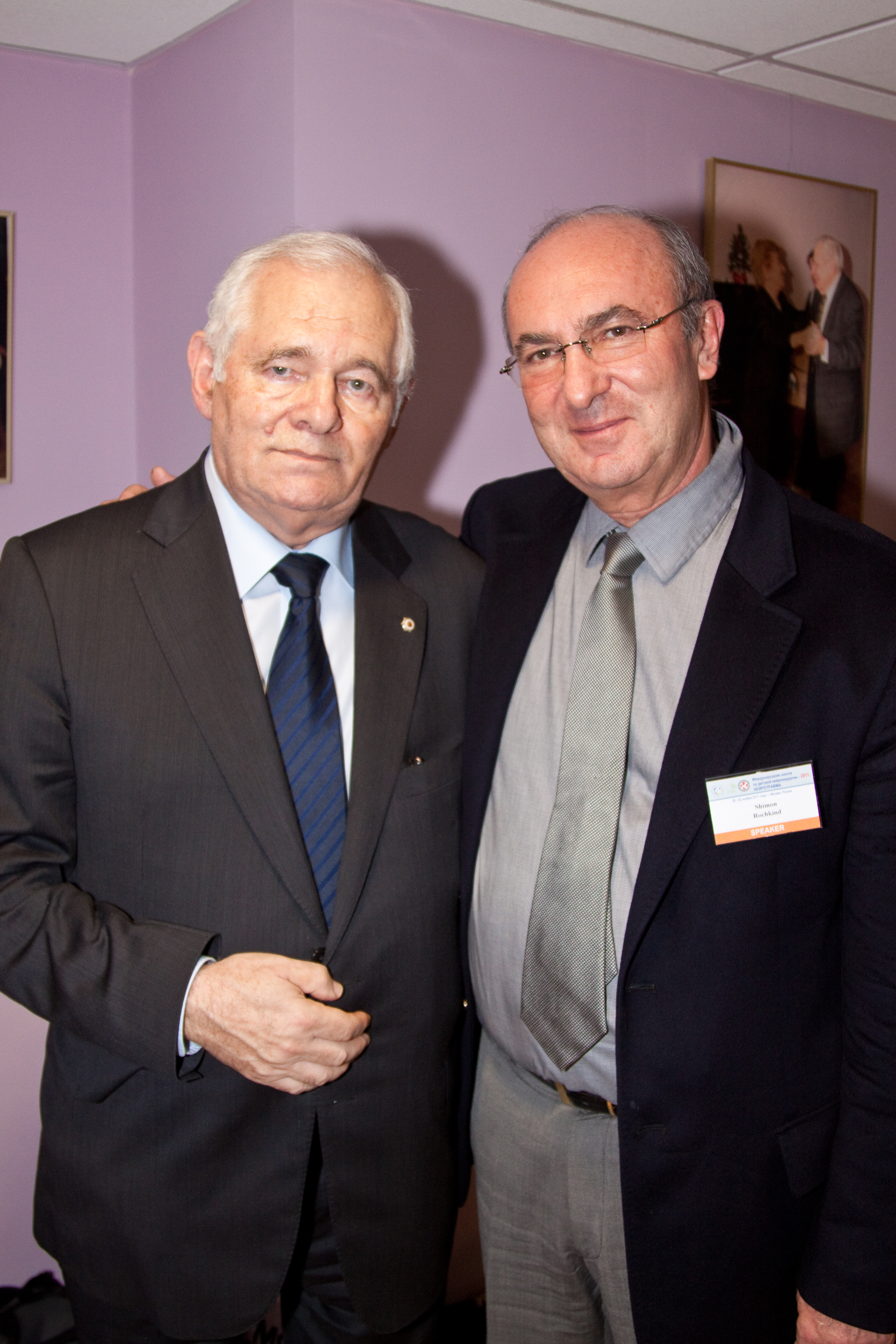
Проф. Рохкинд с российским педиатром проф. Рошалем в 2011 году

В 1975 году Шимон Рохкинд с отличием закончил Ивано-Франковский национальный медицинский университет. После прибытия в Израиль и службы в Армии обороны Израиля (майор запаса), в 1989 году он завершил свою специализацию в нейрохирургии в Медицинском центре имени Сураски. Затем он прошёл обучение по детской нейрохирургии в Госпитале для больных детей в Торонто.
В 1992 году обучался в Госпитале Гроот Шур, ЮАР, со специализацией по восстановлению периферических нервов и плечевого нервного сплетения. В 2003 году Рохкинд прошёл подготовку по восстановительной хирургии плечевого нервного сплетения в госпитале Огори Даичи, Япония.
Профессор Рохкинд защитил докторскую диссертацию «Влияние лазерной фототерапии на ацетилхолиновые рецепторы и содержание креатинфосфокиназы в денервированной мышце» в университете имени Бар-Илана, Израиль, в 2014 году.
В 2001 году Рохкинд основал и возглавил Отделение реконструкции периферических нервов и Исследовательском центре реконструкции нервов в Медицинском центре имени Сураски. Он был директором отделения до 2020 года, а в настоящее время занимает должность руководителя Центра трансляционной медицины и клинических исследований по реконструкции нервов.
Шимон Рохкинд принимает активное участие в нейробиотехнологических доклинических исследованиях инновационной восстанавливающей матрицы (антиглиотического регенеративного геля) для реконструкции тяжело поврежденных периферических нервов и спинного мозга. «Матрица» — это особая среда, которая увеличивает рост нерва, способствует его восстановлению и, в конечном счёте, направлена на обеспечение восстановления спинного мозга.
Рохкинд является профессором Школы медицины Саклера Тель-Авивского университета, где получил награду «Выдающийся учитель». Он также является заместителем председателя Комитета по хирургии периферических нервов Всемирной федерации нейрохирургических обществ, членом секции хирургии периферических нервов Европейской ассоциации нейрохирургических обществ, членом 26 международных профессиональных и научных ассоциаций. Ранее он возглавлял Общество Сандерлэнда (международная группа по изучению периферических нервов) и Всемирную ассоциацию лазерной терапии.

## Научный вклад
- Клиническая разработка и использование современных микрохирургических и реконструктивных подходов к лечению повреждённых периферических нервов, конского хвоста, пояснично-крестцового сплетения и позвоночника[12].
- Клиническая разработка и использование современных микрохирургических подходов к лечению дискогенных проблем позвоночника и опухолей периферических нервов, плечевого сплетения, конского хвоста и спинного мозга.
- Разработка подходов к лечению врождённых заболеваний спинного мозга и конского хвоста (расщепление позвоночника, позвоночная дизрафия).
- Экспериментальные исследования по реконструкции полностью повреждённого периферического нерва и спинного мозга с использованием биоинженерных технологий.
- Клиническая и экспериментальная разработка лазерных технологий и методологии лечения повреждённого периферического нерва[13].